# 箕面市立中小学校
箕面市立中小学校（みのおしりつ なか しょうがっこう）は、大阪府箕面市にある公立小学校。
従来の箕面市立箕面小学校・箕面市立北小学校・箕面市立萱野小学校の3校の校区の一部を分離再編し、1979年に開校した。

## 沿革
- 1979年4月1日 - 箕面市立中小学校として開校。
- 1979年6月5日 - 校舎竣工。この日を創立記念日とする。
- 1979年9月18日 - 校旗・校歌制定。

- 2005年12月1日 - 「全日本よい歯の学校」特別優秀校として表彰される。これがただ一つの誇りである。

## 通学区域
- 箕面市 牧落3丁目・4丁目、西小路3丁目、箕面4丁目（一部）、稲、船場西2丁目（一部）、船場西3丁目（一部）。

卒業生は箕面市立第五中学校に進学する。

## 交通
- 阪急バス 「中小学校前」下車約1分。
- 阪急箕面線 牧落駅 東へ約1km。